# J. Walter Christie
John Walter Christie (River Edge, New Jersey, 1865. május 6. – Falls Church, Virginia, 1944. január 11., első keresztnevét csak kezdőbetűjével használta.) amerikai mérnök,  a 19. - 20. század fordulójának egyik tehetséges konstruktőre. John Brinkerhoff Christie és Elizabeth Van Houten második gyermeke volt (később még három testvére született). Pályafutása során foglalkozott gőzgépekkel, hadihajókkal, benzinüzemű motorok tervezésével és a járművek kialakításához szükséges minden részegység műszaki fejlesztésével. A legkiemelkedőbb eredményeit a harckocsik, azon belül is a futóművek fejlesztésével érte el.

## Életpályája

### A kezdetek
Már 16 évesen a Delamater Iron Works cégnél dolgozott, később gőzhajómérnöki és tengeralattjáró-tervezői beosztásokban. A spanyol-amerikai háború folyamán a haditengerészet számára tervezett lövegtornyokat. 1912-ben kerekes traktorok gyártásával és forgalmazásával foglalkozott, de ez az üzletág nem jött be számára.
Christie 1915-től foglalkozott harckocsik tervezésével, 1916-ban kerekekkel ellátott lövegtalpat hozott létre. Első munkái Forddal közösek, jelentős szerepet játszott az első amerikai harckocsi, az M1918 Ford létrehozásában. 1918-tól önállóan tervezett.

## Az 1920-as években
Első önállóan tervezett harckocsija az M1919 Christie, amelynek érdekessége, hogy futóműve igen hasonlít a későbbi magyar V-3 és V-4 megoldásához. A két nagyméretű meghajtott görgő és a szintén nagyméretű visszafordító görgő között egy pár spirálrugóval ellátott kisméretű görgő helyezkedett el. Az M1921 Christie futóműve még ennek a továbbfejlesztése, ahol a belső futógörgők mérete nagyobb lett.
Az M1923 Christie első prototípusa már 1921-ben működőképes volt. Christie a mozgékonyságra helyezte a hangsúlyt: gyors járműveket hozott létre, amelyek egyben úszásképesek voltak. Kompromisszumként harcjárműveinek páncélzata csekélynek mondható.
Christie terveiben merült fel először a lánctalp nélküli üzemmód, amely szintén a mozgékonyság növelését célozta. Egyedülálló - ma már megvalósított - elképzelése szerint a könnyebb harckocsijait repülőszárnyakkal látta el, amelyeket a harctérre érkezés után le kellett oldani.
Az M1928 Christie/T3 az első olyan harckocsija, amely a későbbi jellegzetes Christie-féle futóművel rendelkezett. Christie ezt Modell 1940 néven emlegette, mert szerinte legalább 12 évig nem haladják meg a műszaki színvonalát. Ezt a harckocsit 382 ezer dollár költségvetéssel hozta létre. A futómű szabadalmi oltalom alá került.

## Hadászati elképzelései
Az Egyesült Államok hadseregének vezérkari főnöke, Charles P. Summerall tábornok az M1928 bemutatása alkalmával elégedett volt a teljesítménnyel és javasolta a jármű általános csapatpróbáit. A harckocsizók azonban ezt másképp látták: a vékony páncélzat miatt ellenezték rendszerbe állítását, hiszen e harckocsi páncélzatát akár egy páncéltörő puska is átütötte.
Christie ezzel szemben azt szorgalmazta, hogy a háborúkat a könnyűharckocsik tömeges alkalmazásával kell megnyerni, amelyeket az ellenséges hátországban gyorsan és hatékonyan pusztítják az élőerőt, az utánpótlási és hírközlő vonalakat. A könnyűharckocsi a harcban csak támogató fegyverként alkalmazandó, amelyek megkönnyítik, de nem döntik el a csata menetét.
A doktrinális vita végeredménye az volt, hogy az Egyesült Államok kormánya az M1928 tömegtermelésére hajlandó lett volna, de ekkor Christie megtagadta a licencjogot. E lépésére azért került sor, mert járművét előbb fejleszteni akarta, és a minden tekintetben megfelelő harckocsi előállítását tűzte ki célul maga elé. A sors iróniája, hogy egyetlen későbbi modelljét sem vásárolta meg a kormány.

## 1930-as évek

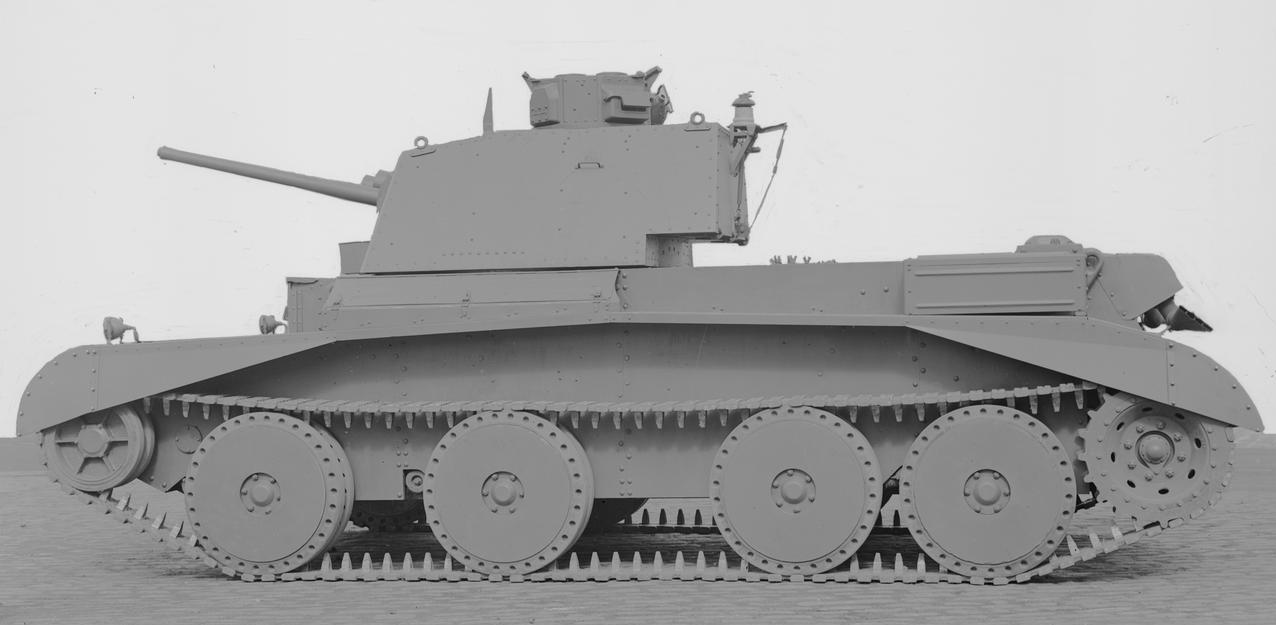
A Cruiser futóműve

1929-30-ban lengyel megrendelés érkezett az M1928-ra, amelyet azonban nem tudott teljesíteni diplomáciai és pénzügyi bonyodalmak miatt. 1930-ban a Szovjetunió vásárolt két darabot, ezek képezték alapját a BT sorozatnak és a T-24-gyel kezdődő T sorozatnak.
Az 1930-as évekre Christie mint a különlegességek tervezője vált ismertté. Megalkotta az M1931 Christie és M1932 Christie működőképes prototípusait, amelyeknél különleges szempontként továbbra is a mozgkonyság (lánctalp nélküli üzemmód) és az úszásképesség állt az előtérben.
Az M1932 Christie tulajdonképpen csak tanulmányterv, az 1931-es könnyített, motorerőben felturbózott változata, amellyel óriási sebességet lehetett keréken és lánctalpon is elérni.
Az M1937 Christie már alig több néhány tengelynél, görgőnél és lánctalpnál.
A szovjet tapasztalatok alapján az angolok a Cruiser Tank Mark III harckocsi tervezésénél alkalmazták Christie terveit, majd 1941-ben a Cromwellnél.

## A második világháború alatt
Az amerikai kormány a továbbiakban sem állított tömegtermelésbe egyetlen Christie-harckocsit sem. Miközben a T-34-esek, a BT-k ezreit ontották a szovjet gyárak, az alapul szolgáló modellek egyikét sem rendszeresítették  az Egyesült Államokban.
A második világháború folyamán Christie még több modell terveit nyújtotta be, de egyiket sem fogadták el.